# Thomas Horky
Thomas Horky (* 1965) ist ein deutscher Sportwissenschaftler.

## Leben
Horky studierte von 1986 bis 1993 Sportwissenschaft, Journalistik und Sprachwissenschaft, noch vor dem Abschluss des Studiums trat er ein Volontariat bei der Deutschen Presse-Agentur (dpa) an, welches er 1994 beendete. Er war zwischen 1994 und 1997 wissenschaftlicher Mitarbeiter am Fachbereich Sportwissenschaft der Universität Hamburg. 2001 wurde an der Uni Hamburg seine Dissertation (Thema: „Die Inszenierung des Sports in der Massenkommunikation: theoretische Grundlagen und Analyse von Medienberichterstattung“) angenommen. Er war ebenfalls wissenschaftlich am Hamburger Institut für Sportjournalistik sowie in Leipzig, Lüneburg und an der Hamburger Medienakademie AG tätig. In den Jahren 2007 und 2008 war Horky an der Deutschen Sporthochschule Köln als Lehrkraft am Institut für Sportpublizistik beschäftigt.
2009 trat er eine Professur im Fach Journalistik an der Hochschule Macromedia in Hamburg an. Im Frühjahr 2018 weilte er an der Indiana University in den Vereinigten Staaten und bot dort als Gastprofessor Kurse über Sport und Medien in Europa, die Mediensportart Fußball sowie die Bedeutung der großen Fußballturniere für die europäischen Medien an.
Zu den Schwerpunkten Horkys wissenschaftlicher Arbeit gehören der Sportjournalismus, das Verhältnis zwischen Sportjournalismus und Unterhaltung sowie der Bereich „Mediensport und Inszenierung“. Er ist Mitherausgeber der Buchreihe Sportkommunikation.